# Sint-Rochuskapel (Geetbets)

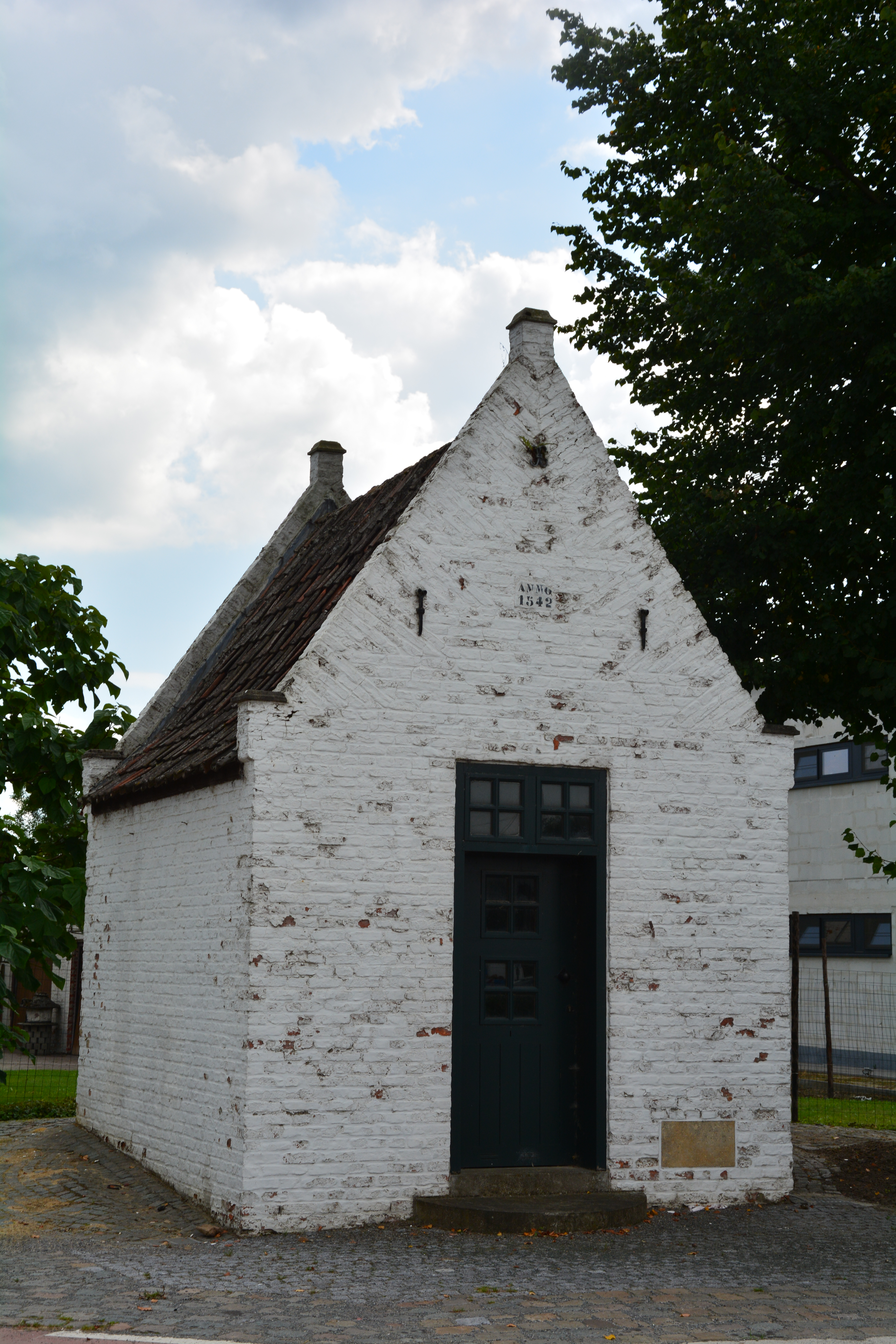
Sint-Rochuskapel

De Sint-Rochuskapel is een kapel in de Vlaams-Brabantse plaats Geetbets, gelegen aan de Drinkteilstraat.
Het betreft een betreedbare kapel op rechthoekige plattegrond met puntgevel en onder zadeldak. De kapel draagt het jaartal 1542.
De kapel bezit een houten barokaltaar en een aantal houten gepolychromeerde beelden waarvan het oudste (Sint-Jan Evangelist) uit de 2e helft van de 15e eeuw stamt en het jongste (Sint-Rochus) uit de 2e helft van de 17e eeuw.